# Sauvallea
Sauvallea — монотипний рід однодольних квіткових рослин родини Комелінові, вперше описаний як рід у 1871 році. Рід складається з одного виду Sauvallea blainii, який був ендеміком Куби.
Вважається, що вид вимер.
Назва роду Sauvallea — на честь Франсіско Адольфо Саувалле (1807–1879), кубинського ботаніка та експерта з молюсків. Невідомо, до чого відноситься латинський специфічний епітет blainii.
Вперше він був описаний і опублікований в Anales Acad. Ci. Méd. Habana (том 7 на сторінці 608 у 1871 році). Онлайн-база даних рослин світу зазначає, що Sauvallea C.Wright є синонімом Sauvallia.
Його помістили в підтрибу Thyrsanthemineae через його одиночну лопату, що охоплює одну квітку. Він також має шість рівних ниток, борідких (як частина тичинки) і підрівних пелюсток. Зразки є в гербарії Міссурі Данна-Палмера.